# Lapão
Lapão – miasto i gmina w Brazylii, w stanie Bahia. Znajduje się w mezoregionie Centro Norte Baiano i mikroregionie Irecê.